# Martonvásár
Martonvásár es la undécima ciudad más grande del condado de Fejér, Hungría. Es un popular destino turístico en Hungría debido al Palacio Brunszvik, donde Ludwig van Beethoven se alojó y escribió "Para Elisa". También hay un museo dedicado a Beethoven. La ciudad también es famosa por su jardín inglés.

## Galería

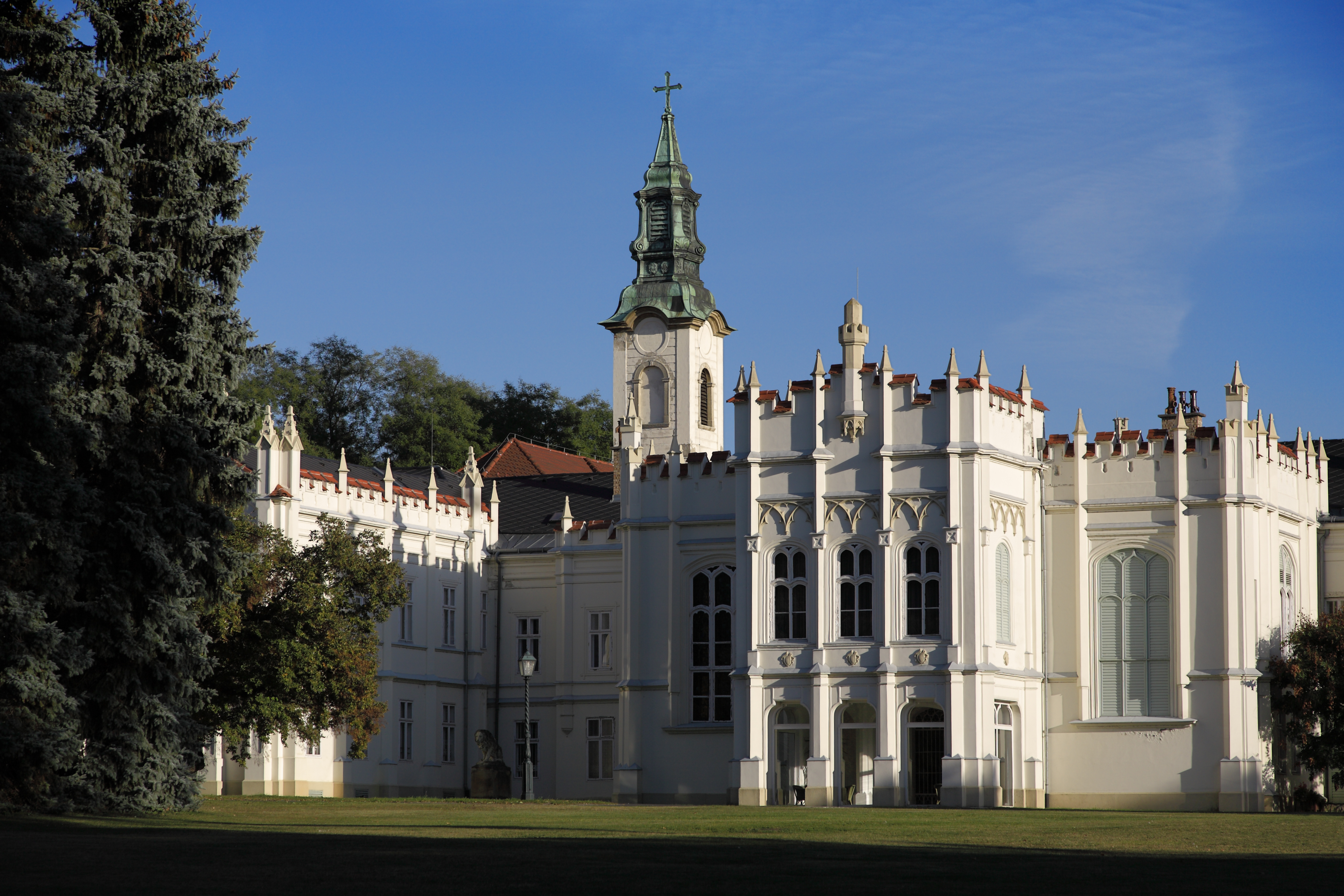

## Ciudades hermanadas
Martonvásár está hermanada con:
- Baienfurt, Alemania
- Culpiu, Rumanía
- Lipnica Wielka, Polonia
- Saint-Avertin, Francia